# レイス (曲)
「レイス」は、WEAVERの楽曲。同バンドの2作目の配信限定シングルとして、2009年11月18日にA-Sketchからリリースされた。

## 概要
前作『白朝夢』以来約1か月ぶりのリリースとなり、3か月連続リリース第2弾楽曲。
本楽曲は、TBS系『COUNT DOWN TV』2009年11月度エンディングテーマとなっている。